# William D. Mitchell
William DeWitt Mitchell, född den 9 september 1874 i Winona, Minnesota, död den 24 augusti 1955 i Syosset, New York, var en amerikansk politiker. Han var USA:s justitieminister 1929–1933.
Mitchell studerade juridik vid University of Minnesota och arbetade som advokat i Saint Paul. Han tjänstgjorde som justitieminister under president Herbert Hoovers hela mandatperiod.